# Centrosaure (ceratòpsid)
|  | Per a altres significats, vegeu «Centrosaure (estegosàurid)». |

Els centrosaures (Centrosaurus, en referència a les petites banyes al collar que apunten cap al centre del crani) són un gènere de dinosaure ceratopsià. Visqueren al període Cretaci, fa uns 75 milions d'anys, en el que avui en dia és Nord-amèrica.
Els centrosaures podien arribar a fer 6 metres de longitud i presentaven una única banya sobre el nas que podia corbar-se cap endavant o cap enrere.
El primer fòssil de centrosaure fou descobert a la província canadenca d'Alberta. Existeixen jaciments massius d'aquests animal al Parc Provincial Dinosaure, a Alberta.